# Lycanthropie (psychiatrie)
Cet article concerne la maladie psychiatrique. Pour la créature légendaire, voir Lycanthrope. Pour les articles homonymes, voir Lycanthropie. Pour le dérèglement génétique de la pilosité, voir Hypertrichose.

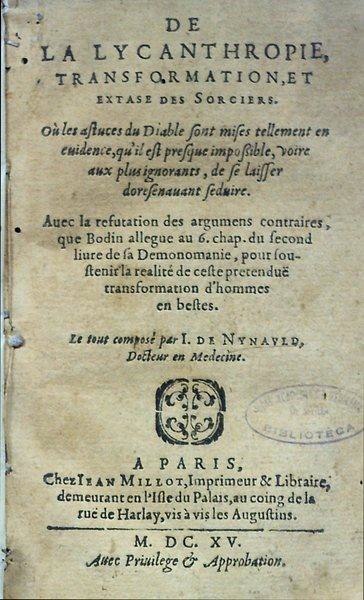
De la lycanthropie, transformation et extase des sorciers (1615) de Jean de Nynauld.

La lycanthropie (du grec lukanthrôpos, « homme loup ») est une maladie mentale où le patient se croit transformé en loup ou, par extension, en tout autre type d'animal.
En médecine, elle est documentée depuis l'antiquité : au IIe siècle, Marcellus de Side la considère « comme un dérèglement des  “humeurs” et une manifestation d’un état mélancolique. Mais c'est à la fin du XVIe siècle, qu'associée à la peur du loup, elle donne lieu à une véritable « épidémie », combattue par l’Inquisition » au cours de procès en sorcellerie.
Au XVIe siècle, Jean Wier, médecin néerlandais, explique la lycanthropie comme un phénomène imaginaire et maladif.
Au XVIIe siècle, le médecin français Jean de Nynauld (en) reconnaît dans la lycanthropie, à la suite de Jean Wier, une forme de maladie mentale qu'il appelle « mélancholie ou folie louvière ». Au XIXe siècle, Collin de Plancy considère que les mélancoliques sont plus disposés « à devenir des lycanthropes ».
Au XXe siècle l'ouvrage de Jean de Nynauld de 1615 donne lieu à une édition critique, dans le cadre d'étude des textes démonologiques des Lumières au XVIIIe siècle, notamment sur le thème des loups-garous et de la lycanthropie. Au XXIe siècle, Jean-Michel Gentizon, s'autorisant de sa pratique clinique comme psychiatre, reconduit le terme de « lycanthropie » en tant que « mélancolie louvière ».

## Historique
Si, en remontant à l'antiquité, « la lycanthropie désigne la croyance selon laquelle la métamorphose d’un homme en loup serait possible », croyances ayant donné lieu en Europe à la fin du XVIe siècle à « une véritable épidémie de lycanthropie, combattue avec force par certains juges zélés de l’Inquisition », la lycanthropie « désigne également un trouble mental » qui s'est trouvé très tôt  « associé à la mélancolie, pour être ensuite rattaché à la manie ou folie agitée ».
Selon Philippe Nieto, le terme de « lycanthropie » est documenté par des procès et de nombreux récits mythologiques et légendaires. La croyance en la lycanthropie connaît diverses explications, telles que la peur du loup, le mysticisme, diverses maladies ou encore des prises de drogues et d'hallucinogènes. En médecine, la lycanthropie est connue depuis Marcellus de Side (117 à 161 apr. J.-C.) et « plutôt considérée comme un dérèglement des  “humeurs” et une manifestation d’un état mélancolique ».
Jean Wier, médecin des Pays-Bas (1515-1588), explique la lycanthropie comme un phénomène imaginaire et maladif,. Il décrit ainsi les malades qui en sont atteints : ils sont pâles, ont les yeux enfoncés et la langue fort sèche. Johannes Wier reconnaît dans ce phénomène « une maladie mentale, qu’il nomme insania lupa ou “folie louvière” ». Dans son ouvrage De Praestigiis daemonum (1563), « il considère la lycanthropie comme une manifestation clinique de mélancolie ».
Il en est de même de Jean de Nynauld (en) qui publie en 1615 De la lycanthropie, transformation et extase des sorciers « mélancholie ou folie louvière à cause de ceux qui en estoient atteints pensent être transformés en loup ou en chien. »
Deux siècles plus tard, Collin de Plancy, dans son Dictionnaire infernal, publié en 1818, définit la lycanthropie comme une « maladie qui, dans les siècles où l’on ne voyait partout que démons, sorcelleries et maléfices, troublait l’imagination des cerveaux faibles, au point qu’ils se croyaient métamorphosés en loups-garous, et se conduisaient en conséquence. Les mélancoliques étaient plus que les autres disposés à devenir lycanthropes, c’est-à-dire hommes loups. ».

## Sur la lycanthropie aujourd'hui (vingtième et vingt-et-unième siècles)
En 1990, avec Maxime Préaud, Nicole Jacques-Lefèvre (en), professeure de littérature à l'Université de Picardie Jules-Verne, spécialisée dans l’étude des textes démonologiques des Lumières au XVIIIe siècle, notamment les loups-garous et la lycanthropie, réalise une édition critique de l’ouvrage de Jean de Nynauld (en) de 1615 ,.

Au XXIe siècle, dans son livre paru en 2016 intitulé De la lycanthropie, « c'est en tant que psychiatre et clinicien » que Jean-Michel Gentizon « a enquêté sur le mal méconnu qu'est la lycanthropie ». Au cours d'une interview de 2019 avec la revue Quinzaines, il reprend à propos de ce livre le terme de « “mélancolie louvière”, autrement nommée lycanthropie… » de Wier et de  Nynauld. En 2016, Jean-Michel Gentizon s'adresse au lecteur en ces termes : 

« « Lecteur, cet essai n'aurait pas vu le jour si elle ne s'était pas présentée dans mon bureau de psychiatre de l'hôpital Sainte-Anne. Elle, une femme panthère venue trouver asile chez les hommes au sortir de plusieurs jours d'errance diurne et nocturne dans les rues de Paris. Haletante, animale encore dans son apparence, son regard et sa voix, sur les traits de son visage, elle retrouvait forme humaine au fur et à mesure qu'elle me racontait son histoire incroyable. »

— J.-M. Gentizon, De la lycanthropie, Quatrième de couverture.
Dans son analyse du livre de Gentizon, Thierry Trémine voit surtout dans la lycanthropie « une affaire de processus aigus, bouffées délirantes ou états maniaco-dépressifs ».

## Personnages célèbres
- Henri-Jules de Bourbon-Condé
- Manuel Blanco Romasanta